# سرفيل أنطرسكي إسباني
سرفيل أنطرسكي إسباني (الاسم العلمي:Anthriscus hispanica) هو نوع غير مؤكد من النباتات يتبع جنس السرفيل الأنطرسكي من الفصيلة الخيمية.